# Maurice Ronet
Maurice Ronet (născut Maurice Robinet, n. 13 aprilie 1927, Nisa, Franța – d. 14 martie 1983, Paris, Île-de-France, Franța) a fost un actor și regizor francez. A jucat în peste 40 filme franceze și coproducții.

## Filmografie selectivă
- 1949 Întâlnire în iulie (Rendez-vous de juillet), regia Jacques Becker
- 1954 Casa Ricordi regia Carmine Gallone, rol: Vincenzo Bellini
- 1954 Casta diva,  regia Carmine Gallone
- 1956 Vrăjitoarea (La Sorcière), regia André Michel
- 1958 Ascensor pentru eșafod (Ascenseur pour l'échafaud), regia Louis Malle
- 1959 Carmen de la Ronda  (Carmen la de Ronda), regia Tulio Demicheli
- 1960 În plin soare (Plein Soleil), regia René Clément
- 1960 Ultimul meu tango (Mi último tango), regia Luis César Amadori
- 1962 Denunțul (La dénonciation), regia Jacques Doniol-Valcroze, cu France Anglade
- 1963 Focul fatidic (Le Feu follet), regia Louis Malle
- 1966 Centurionii (Lost Command), regia Mark Robson
- 1966 Linia de demarcație (La Ligne de démarcation), regia Claude Chabrol
- 1967 Drumul spre Corint (La Route de Corinthe), regia Claude Chabrol
- 1968 Ultima dorință (La Femme écarlate), regia Jean Valère
- 1969 Femeile (Les femmes), regia Jean Aurel
- 1969 Soția infidelă (La Femme infidèle), regia Claude Chabrol
- 1969 Piscina (La Piscine), regia Jacques Deray, cu Romy Schneider
- 1971 Casa de sub arbori (La Maison sous les arbres), regia René Clément
- 1973 Don Juan 73 (Don Juan 73 ou Si Don Juan était une femme...), de Roger Vadim
- 1974 Contractul Marsilia Marseille contrat (The Marseille Contract), regia Robert Parrish
- 1977 Alibi pentru un prieten (Mort d'un pourri), regia Georges Lautner
- 1981 Sfinx (Sphinx), regia Franklin J. Schaffner
- 1982 Informatorul (La Balance), regia Bob Swaim

## Legături externe
- Maurice Ronet la Internet Movie Database
- Maurice Ronet la Find a Grave